# Kinh tế Moldova

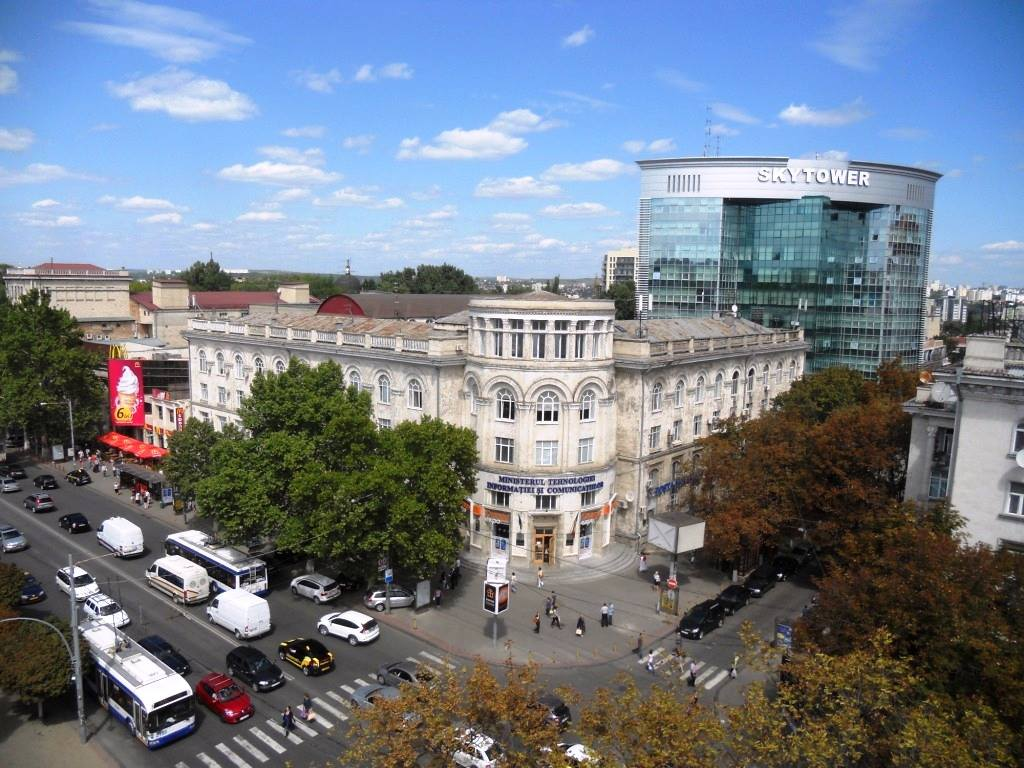
Tòa nhà Trung tâm thương mại quốc tế Skytower ở Thủ đô Chisinau (Ki-si-nhốp)

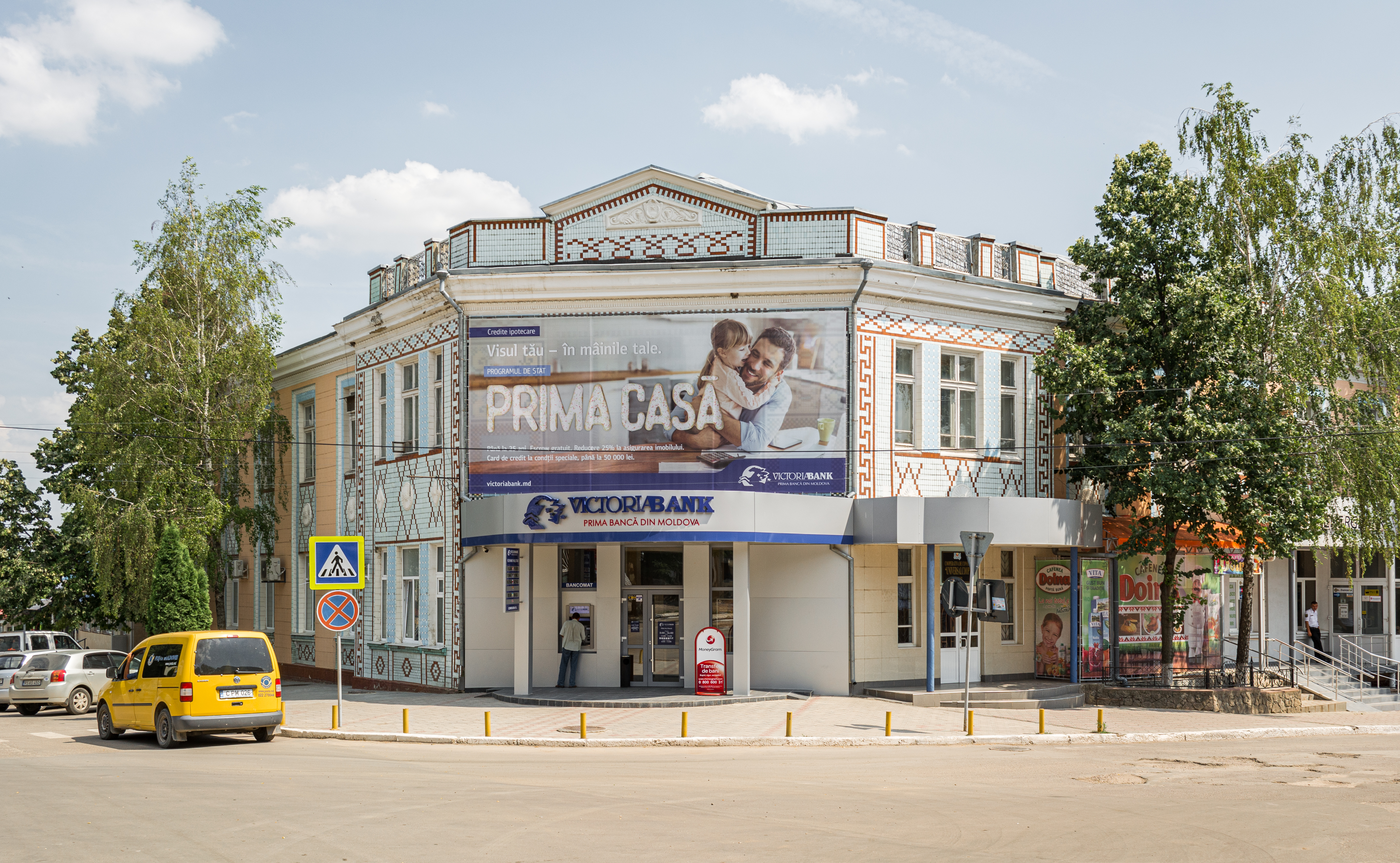
Một nhà băng ở Floresti

Nền kinh tế của Moldova hiện nay là một nền kinh tế có thu nhập trung bình cao mới nổi với Chỉ số Phát triển Con người cao Moldova là một quốc gia Đông Âu không giáp biển, giáp Ukraine ở phía Đông và Romania ở phía Tây. Từng là một nước cộng hòa thuộc Liên Xô cũ và ngày nay là ứng cử viên cho thành viên của Liên minh Châu Âu. Kinh tế Moldova đã sa sút nhiều sau sự sụp đổ của Liên Xô và Moldova là nước nghèo nhất châu Âu. Tính đến năm 2016, GDP của Moldova đạt 6.650 USD, đứng thứ 145 thế giới và đứng thứ 43 châu Âu. Ngày nay, Moldova luôn cố gắng thoát khỏi sự ảnh hưởng về kinh tế-chính trị của Nga để hướng về châu Âu như một đất nước tiền đồn chống Nga của phương Tây.

## Tổng quan
Nhìn chung, đây là một đất nước phát triển thiên về nông nghiệp với sự ưu đãi của các điều kiện tự nhiên và khí hậu ôn hòa. Đất đai màu mỡ và khí hậu lục địa ôn hoà của Moldova (với mùa hè ấp và mùa đông dịu) khiến nước này là một trong những vùng nông nghiệp trù phú nhất từ thời cổ đại, và là nguồn cung cấp các sản phẩm nông nghiệp chính cho đông nam Âu. Moldova có khí hậu thích hợp cho nông nghiệp nhưng không có các trữ lượng khoáng sản chính. Vì thế, nền kinh tế nước này phụ thuộc nhiều vào nông nghiệp, với các sản phẩm trái cây, rau, rượu, và thuốc lá. Ngoài sản lượng nhỏ hơn của các sản phẩm nông nghiệp như hạt cải dầu (85 nghìn tấn). Moldova có sản lượng nho và táo lớn thứ 20 và 25 trên thế giới, và sản lượng mận và hạt hướng dương lớn thứ 10 và 15 của thế giới thế giới.
Moldova nổi tiếng về các sản phẩm rượu. Trong nhiều năm nghề trồng nho và sản xuất rượu tại Moldova là công việc chính của người dân. Nước này có một ngành công nghiệp rượu với cơ sở hạ tầng tốt. Diện tích các vườn nho là 147,000ha, trong số đó 102,500ha hiện được sử dụng cho sản xuất thương mại. Đa phần sản xuất rượu của Moldova dành cho xuất khẩu. Nhiều gia đình có công thức và cách chế biến nho riêng đã được truyền qua nhiều thế hệ. Moldova phải nhập khẩu toàn bộ dầu mỏ, than, và khí tự nhiên, phần lớn từ Nga. Moldova là một quốc gia đối tác của chương trình năng lượng INOGATE EU, với bốn mục tiêu chính: tăng cường an ninh năng lượng, hội tụ các thị trường năng lượng của các quốc gia thành viên trên cơ sở các nguyên tắc của thị trường năng lượng nội bộ EU, hỗ trợ phát triển năng lượng bền vững, và thu hút đầu tư vào các dự án năng lượng vì lợi ích chung và lợi ích khu vực.

## Các chỉ số

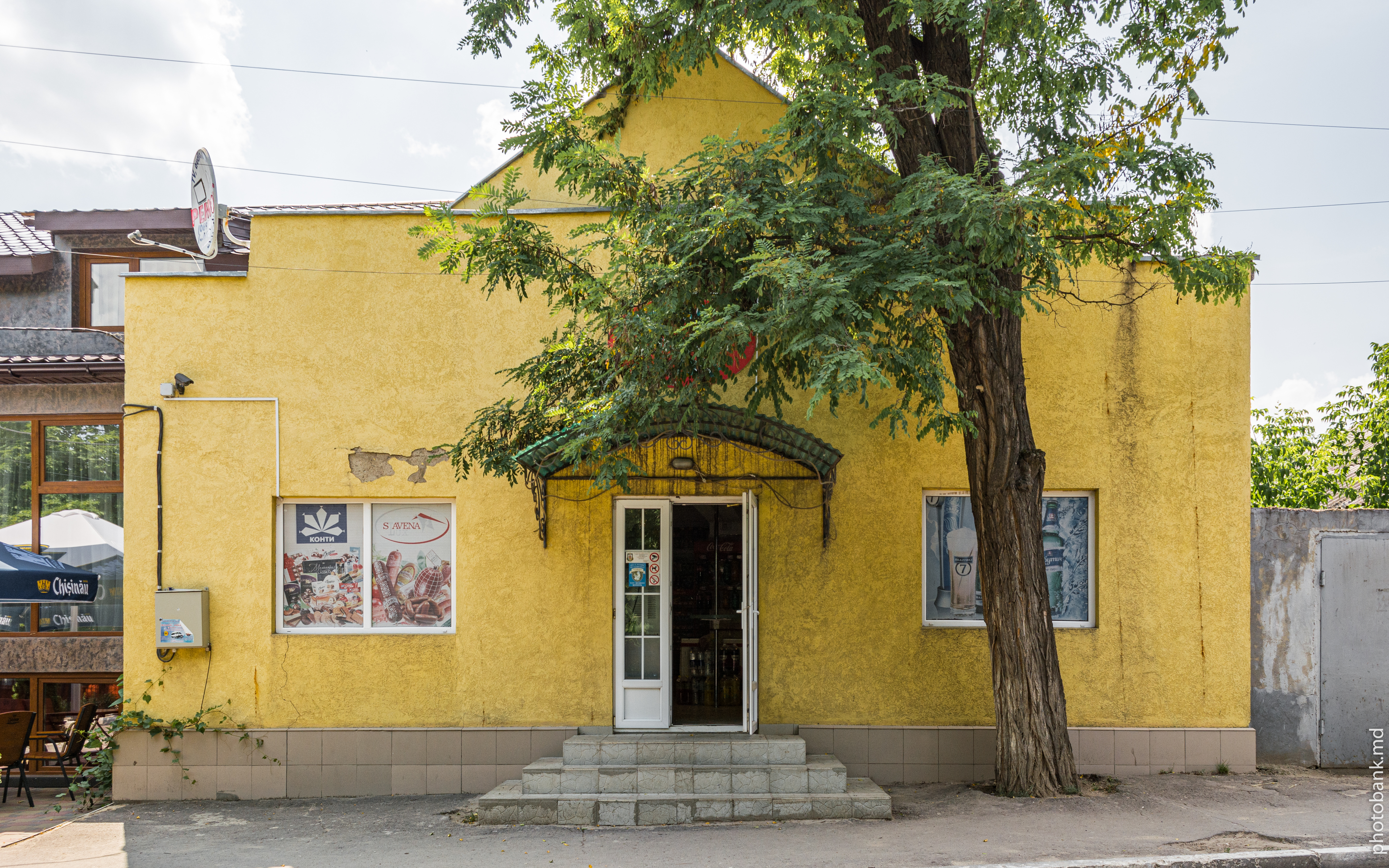
Một điểm kinh doanh ở Floresti

Năm 2005 (Báo cáo Phát triển Con người 2008), GDP trên đầu người được ghi nhận ở mức US $ 4,100 theo PPP, thấp hơn 2.32 lần so với mức trung bình của thế giới (US $ 9,543). Hơn nữa, GDP trên đầu người cũng ở dưới mức trung bình của vùng (US $ 9,527 PPP). Năm 2005, khoảng 20.8% dân số sống dưới mức nghèo khổ và có mức thu nhập thấp hơn US $ 2.15 (PPP) mỗi ngày. Moldova được xếp hạng trung bình về phát triển con người và ở mức 111 trên 177 nước. Chỉ số Phát triển Con người đạt 0.708 thấp hơn mức trung bình thế giới. Moldova vẫn là nước nghèo nhất châu Âu về GDP trên đầu người chính thức (không tính kinh tế ngầm) hiện ở mức $1,808.729. GDP năm 2007 là $4.104 tỷ. Tăng 3% so với năm 2006.
Theo Chỉ số Tự do Kinh tế năm 2020, Moldova xếp thứ 85 trên toàn cầu với tổng điểm là 62,5, tăng 0,5 so với năm 2020. Theo Chỉ số Thuận lợi Kinh doanh năm 2020, Khoảng cách tới Biên giới của Moldova là 74,4/100 (thứ 48 trên toàn cầu), tăng 1,3 so với năm 2019. Vào tháng 12 năm 2015, mức lương trung bình của nhân viên nhà nước là MDL 4162 và mức lương trung bình của khu vực tư nhân là MDL 5684, tăng lần lượt 4,0% và 8,6% so với năm 2014. Điểm số năm 2004 của Tổ chức Minh bạch Quốc tế cho Moldova là 2,3. Sau đó, điểm số thị trường phi chính thức của Moldova là 4 vào năm 2005. Năm 2011, điểm tham nhũng của Moldova là 2,9, tốt hơn so với năm 2004. Tháng 9 năm 2005 đã có 1 triệu người sử dụng điện thoại di động tại Moldova. Số người sử dụng điện thoại di động đã tăng 47.3% trong quý đầu năm 2008 so với năm trước và đạt con số 2.886.000. Cuối năm 2008 có 1.151.000 người sử dụng Internet tại Moldova với số truy cập internet tổng thể đạt 30,1%.

## Cải cách

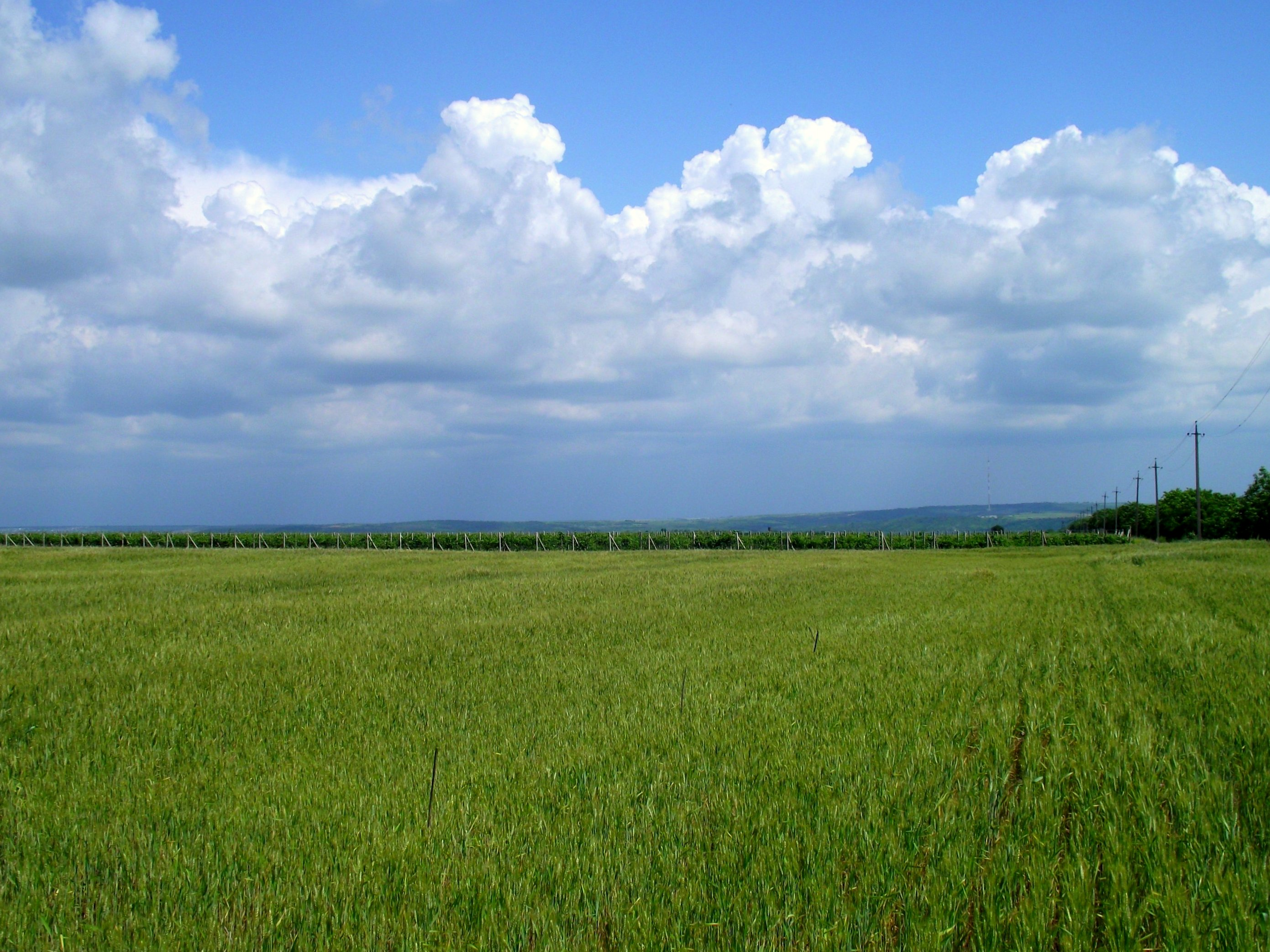
Một cánh đồng xanh bát ngát ở Grigorievca

Sau sự tan rã của Liên bang Xô viết năm 1991, sự thiếu hụt nhiên liệu đã dẫn tới tình trạng tụt giảm mạnh sản xuất. Như một phần của nỗ lực tự do hoá kinh tế đầy tham vọng, Moldova đã đưa ra một đồng tiền tệ có thể chuyển đổi, tự do hoá giá cả, ngừng các khoản trợ cấp cho các doanh nghiệp nhà nước, hỗ trợ tư nhân hoá đất đai, bãi bỏ các biện pháp quản lý xuất khẩu và tự do hoá lãi suất. Chính phủ đã tham gia các thoả thuận với Ngân hàng Thế giới và Quỹ Tiền tệ Quốc tế để khuyến khích tăng trưởng. Những khuynh hướng gần đây cho thấy chính phủ Cộng sản muốn đảo ngược một số chính sách trong số đó, và tái tập thể hoá đất đai trong khi tăng cường giới hạn với lĩnh vực kinh tế tư nhân.
Nền kinh tế đã có mức tăng trưởng dương, 2.1% năm 2000 và 6.1% năm 2001. Tăng trưởng vẫn ở mức khá năm 2007 (6%), một phần nhờ những cuộc cải cách và bởi sự bắt đầu từ một cơ sở nhỏ. Nền kinh tế vẫn dễ bị tổn thương bởi giá nhiên liệu cao, thời tiết bất thường, và sự hoài nghi của những nhà đầu tư nước ngoài. Sau cuộc khủng hoảng tài chính khu vực năm 1998, Moldova đã có bước tiến lớn trong việc thực hiện và duy trì sự ổn định kinh tế vi mô và tài chính. Hơn nữa, họ đã thực hiện nhiều cuộc cải cách cơ cấu và thể chế cần thiết cho sự hoạt động hiệu quả của một nền kinh tế thị trường. Những nỗ lực đó đã giúp duy trì sự ổn định kinh tế vi mô và tài chính dưới các điều kiện khó khăn từ bên ngoài, cho phép tái tăng trưởng kinh tế và đóng góp vào việc tạo dựng một môi trường định hướng cho nền kinh tế trong tương lai và phát triển trong trung hạn.
Dù có những nỗ lực đó, và dù kinh tế đã tăng trưởng trở lại, Moldova vẫn xếp hạng thấp về tiêu chuẩn sống và các chỉ số phát triển con người so với các nền kinh tế đang chuyển tiếp khác. Dù nền kinh tế đã tăng trưởng liên tục sau năm 2000: với 2.1%, 6.1%, 7.8% và 6.3% giai đoạn 2000 và 2003 (với mức tăng trưởng dự báo 8% năm 2004), mọi người có thể thấy rằng những con số đó còn lâu mới đạt mức năm 1994, với tăng trưởng gần 40% GDP năm 1990. Vì thế, trong thập kỷ vừa qua ít hành động đã được thực hiện nhằm giảm bớt sự dễ bị tổn thương của nền kinh tế quốc gia, Sau một sự suy giảm kinh tế nghiêm trọng, những thách thức kinh tế và xã hội, sự phụ thuộc vào năng lượng từ bên ngoài, Moldova tiếp tục đứng ở một trong những mức thấp nhất châu Âu về thu nhập trên đầu người. Trong nông nghiệp, cải cách kinh tế bắt đầu với cải cách đất đai.